# Megan Williams
Megan May Williams (nacida el 3 de enero de 1994 en Southampton, Inglaterra) es una modelo inglesa. En la actualidad, es el rostro de Guess desde 2013.

## Vida y carrera
Megan nació en Inglaterra antes de mudarse a Guernsey a los 8 años. Más tarde volvió a Inglaterra y fue educada en el colegio Gordon's School en Surrey.
Williams fue descubierta a los 14 años. Trabajó para Victoria's Secret y Calzedonia. En la actualidad es la chica Guess y ha modelado para diversas campañas de la marca.

### Vida personal
Williams sale con Vince Dickson, un conocido modelo sudafricano, es amiga de las modelos Devon Windsor, Maya Stepper, Lorena Rae; Nadine Leopold y Sadie Newman.now  single